# Pöstlingbergbahn
Pöstlingbergbahn – wąskotorowa linia górska, przebiegająca w całości w granicach miasta Linz w Austrii. Linia powstała w roku 1897 jako kolej górska o rozstawie szyn 1000 mm o długości 2,880 km.
W roku 2008 linia została przebudowana na rozstaw 900 mm i wcielona do sieci tramwajów w Linzu. Obecnie torowisko jest eksploatowane przez tramwaje miejskie kursujące na linii nr 50 od przystanku Hauptplatz do przystanku Pöstlingberg (łączny przebieg to 4.140 km). Maksymalne nachylenie linii wynosi 11.8% co czyni ją jedną z najbardziej stromych kolei adhezyjnych na świecie.

## Historia
W połowie XVIII wieku, wzgórze Pöstlingberg stało się celem pielgrzymów, a pod koniec wieku coraz częściej odwiedzają je turyści. Dodatkowo w latach 30. XIX wieku, w wyniku wycinki lasu w okolicy szczytu, utworzono punkt widokowy. Wobec takiego wzrostu zainteresowania, projekt budowy kolei na wzgórze stał się opłacalny i pod koniec XIX wieku został uwzględniony w planach miasta. W roku 1891 inż. Józef Urbański opracował projekt kolei zębatej o napędzie parowym. Urbański znalazł wprawdzie poparcie dla swojego projektu, jednak brakowało mu wsparcia finansowego. Wobec tego po samodzielnym przygotowaniu przebiegu linii, związał się z wiedeńską firmą budowlaną Ritschl & Co. Firma Ritschl z kolei była członkiem, założonego w roku 1895 przez dr.Carla Beurle, Consortiums für die Errichtung elektrischer Anlagen in Linz (Konsorcjum elektryfikacji miasta Linz), wraz z k.k. priv. Länderbank Wien (c.k.Bank Państwowy) oraz Union-Elektricitäts-Gesellschaft Berlin. Do celów konsorcjum należały:
- budowa elektrowni
- elektryfikacja sieci tramwajów miejskich w Linzu
- budowa kolei adhezyjnej o napędzie elektrycznym na wzgórze Pöstlingberg

Wobec planów konsorcjum, projekt kolei zębatej Urbańskiego zszedł na dalszy plan. Jedynie przebieg planowanej trasy częściowo pokrywał się z pierwotnym projektem, co stanowiło jedyne uznanie uprzedniej jego pracy. Urbański wytoczył ostatecznie proces o uznanie autorstwa projektu, który jednak przegrał. Od dzielnicy Urfahr otrzymał stosunkowo niewielką kwotę 100 guldenów, jako rekompensatę poniesionych kosztów. Głęboko rozczarowany, opuścił Linz w 1897 roku.
Wzrost atrakcyjności wzgórza, jako celu turystów, oraz elektryfikacja miasta, spowodowała oprócz budowy kolejki, stosowną przebudowę rozbrojonych w 1883 roku fortyfikacji (na wzgórzu znajduje się fort będący niegdyś częścią XIX wiecznego pierścienia umocnień miejskich). Następnie w 1897 firma Ritschl wykupuje zabudowania fortu i przekazuje prawo własności poprzez Länderbank nowo zawiązanej spółce Tramway- und Elektrizitäts-Gesellschaft Linz-Urfahr (TEG) (dosł. „Tramwaje i elektryfikacja dzielnicy Linz-Urfahr s.a.”), czyli poprzednikowi obecnej Linz AG Linien (obecnie operator tramwajów w Linzu). Stacja szczytowa kolejki została umiejscowiona w baszcie nr 4 fortu. Dach baszty nr 5 został przekształcony w platformę tarasu widokowego. W murze fortu, pomiędzy basztami 6 i 1 powstał hotel i restauracja Bergbahn-Hotel (obecnie Pöstlingberg-Schlössl). W roku 1906 w baszcie nr 2 otwarto kolejkę Grottenbahn (wąskotorowa kolej podziemna stanowiąca atrakcję turystyczną).
Koncesję na rozpoczęcie budowy wydano w 1897. W Niedzielę Zesłania Ducha Świętego 29 maja 1898 roku nastąpiło otwarcie kolei, dwanaście dni po planowanym terminie.
2880-metrowy odcinek kolei w pierwotnym założeniu miał funkcjonować wyłącznie w lecie jako atrakcja turystyczna, dlatego zakupiono tylko sześć wagonów motorowych z otwartą kabiną. Jednak już w pierwszym roku, przy ładnej pogodzie, kolej świadczyła usługi nawet w grudniu. Dlatego też już w roku 1899 dokupiono dwa wagony motorowe o zamkniętej kabinie.
Osiem tygodni po otwarciu, dwa razy dziennie zaczęto uruchamiać pociągi pocztowe, odjeżdżające odpowiednio o 9:50 i 20:12 z górnej stacji kolejki.

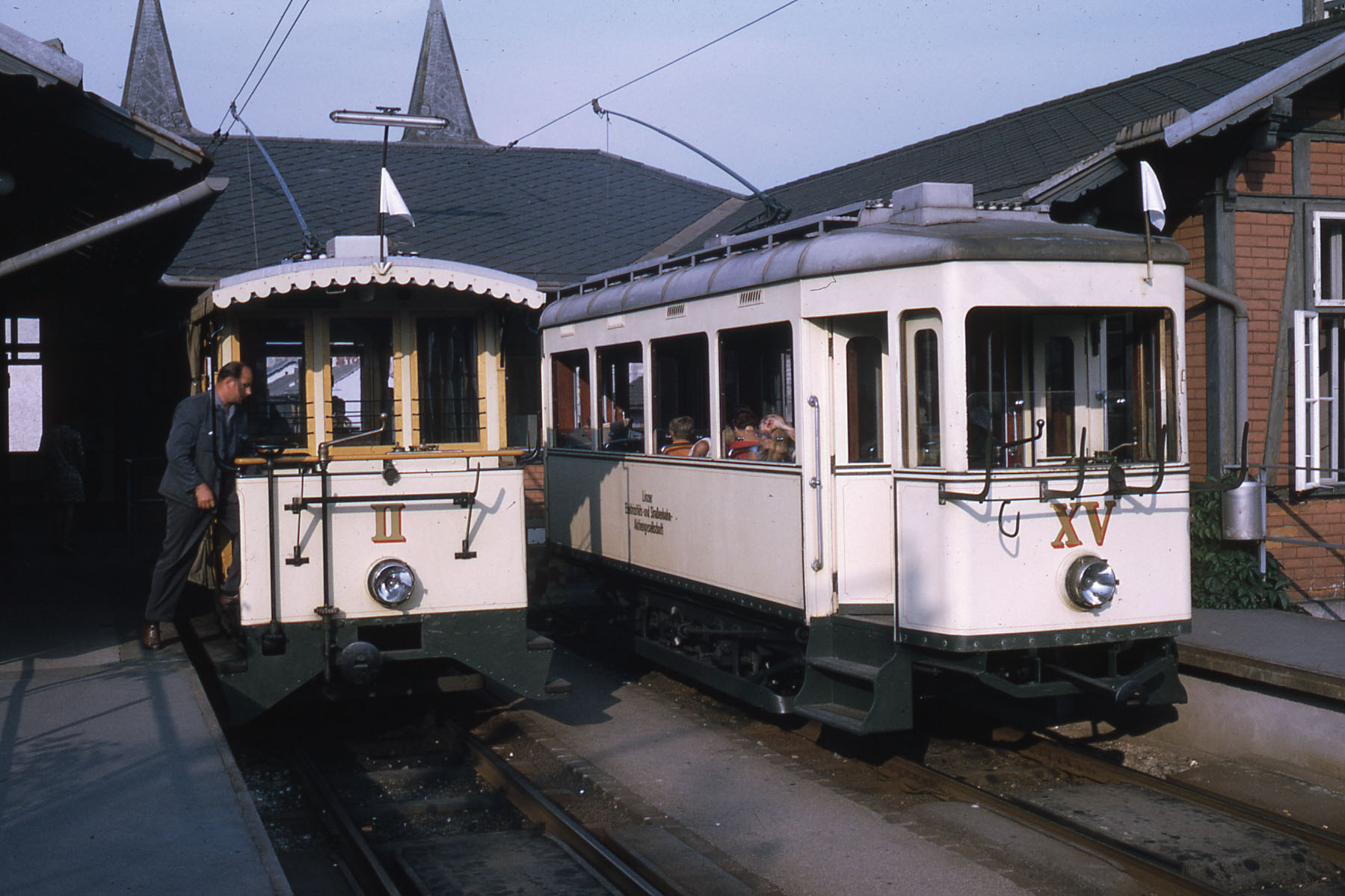
Oryginalne wagony motorowe na dolnej końcowej stacji kolejki. Rok 1970.

### Liczba podróżnych
Frekwencja podróżnych do rozpoczęcia pierwszej wojny światowej, wzrosła do nieco poniżej 200 000 pasażerów rocznie. Podczas pierwszej wojny, tłumy turystów pomogły kolei odnotować rekordowy wynik 688 000 pasażerów w roku 1918. W latach 20. liczba podróżnych oscylowała wokół 400 000 rocznie, a w 30. spadła do 300 000 rocznie. W czasie drugiej wojny światowej kolej odnotowuje kolejne rekordy przewozu i w roku 1943 przewozi 1 264 000 pasażerów. Do połowy lat 50. liczba podróżnych mieści się w granicach 1 i 1,1 miliona rocznie. Od tego czasu notuje się stabilny spadek, obecnie linii używa około pół miliona ludzi rocznie (2016).

### Modernizacje

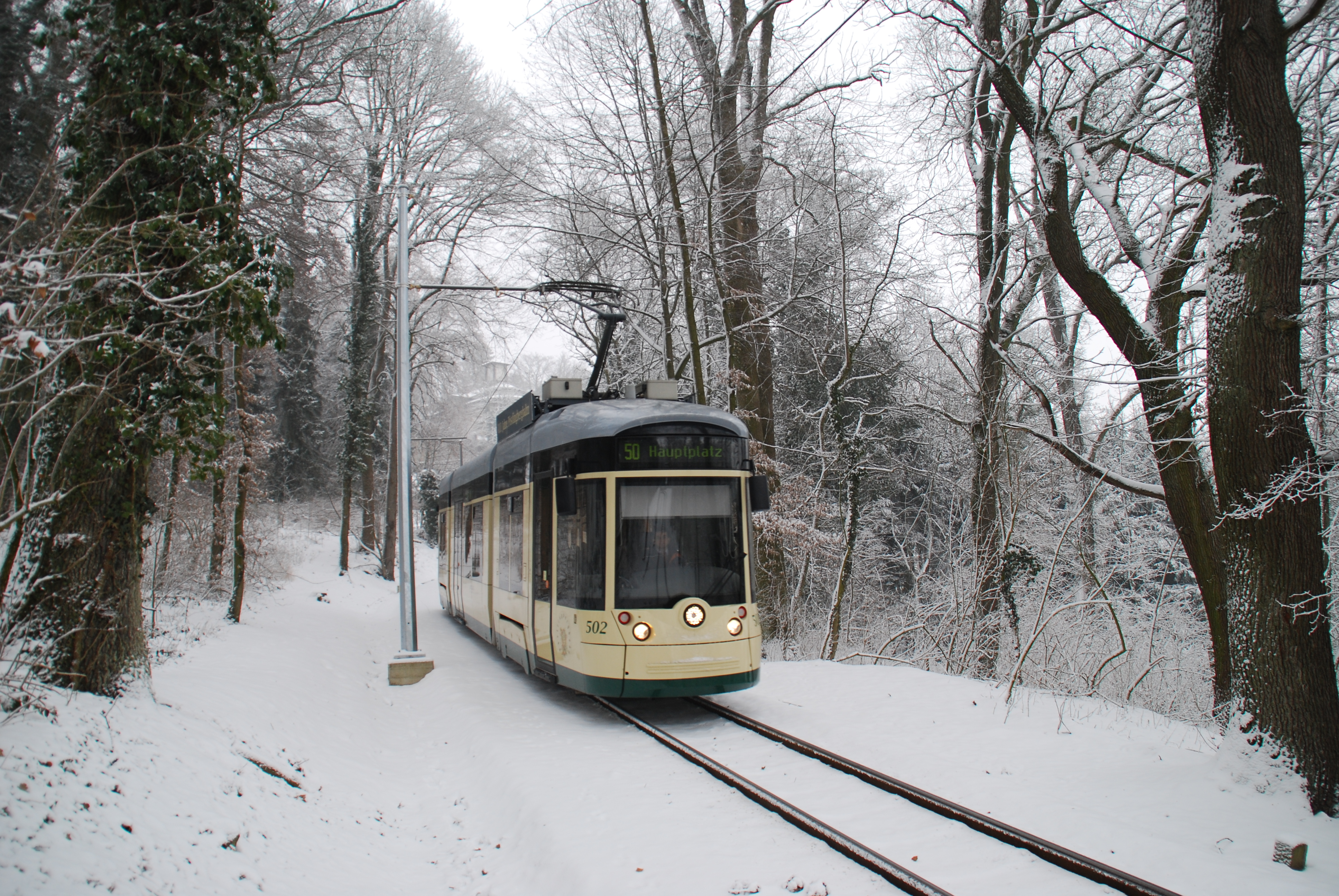
Aktualnie użytkowany tramwaj typu Bombardier Mountainrunner

W roku 1988 rozpoczęto obsługę pociągów w załogach jednoosobowych. Z wyjątkiem wagonów ‘letnich’ o otwartej kabinie, cały tabor wyposażono w czuwaki. Zainstalowano również automaty biletowe.
Po tym jak 24 stycznia 2005 na przystanku Schableder doszło do wykolejenia, rozpoczęła się publiczna dyskusja na temat bezpieczeństwa eksploatacji podczas której ówczesny burmistrz zaproponował aby kolei przebudować i wydłużyć do placu Hauptplatz (odpowiednik rynku w Linzu). Decyzję o modernizacji podjęto w lipcu 2006.
Ruch na linii został czasowo zawieszony 24 marca 2008. Na czas prowadzenia robót uruchomiono zastępczą komunikację autobusową. Najważniejszą zmianą była przebudowa torowiska na rozstaw szyn 900 mm. Tory zostały położone zupełnie od nowa, w miejsce dotychczasowych szyn o przekroju kielichowym na podkładach stalowych, zastosowano szyny Vignolesa na podkładach betonowych. Zamówiono również trzy nowe tramwaje niskopodłogowe typu Bombardier Mountainrunner o zewnętrznym wzornictwie korespondującym z wyglądem XIX wiecznych tramwajów (oraz wciąż eksploatowanych wagonów historycznych). Dodatkowo, oryginalne wagony motorowe wyposażono w nowe wózki, hamulce tarczowe oraz magnetyczne. Dostosowano je również do pracy w trakcji podwójnej. Łączny koszt przebudowy wyniósł 35 milionów euro, w tym 20 milionów euro przeznaczono na zakup i modernizację taboru, natomiast 15 milionów euro przeznaczono na infrastrukturę linii, przede wszystkim zmianę rozstawu szyn oraz budowę nowego przystanku końcowego Hauptplatz. Pierwszy z trzech nowych tramwajów (ponumerowanych od 501 do 503, każdy wart 4.6 milionów euro), dostarczono do zajezdni 2 kwietnia 2009. Pozostałe dwa dostarczono na początku maja. Następnie dokonano modernizacji historycznych wagonów motorowych o numerach VIII, X i XI. Ponowne otwarcie linii nastąpiło 29 maja 2009, dokładnie w 111tą rocznicę pierwszego otwarcia. Począwszy od sierpnia 2010 wznowiono ruch pociągów, początkowo jedynie w weekendy i święta, z 15 minutową częstotliwością. Przebudowany szlak obsługiwały zarówno nowe zestawy niskopodłogowe, jak i dwa przebudowane wagony historyczne. Wszystkie te zmiany były niezbędne do połączenia kolejki z siecią tramwajów miejskich. Odtąd możliwym stało się zrealizowanie bezpośredniego połączenia między pl. Hauptplatz a wzgórzem Pöstlingberg, co budziło nadzieje na zwiększenie ruchu. Wielu mieszkańców, w tym były burmistrz Linzu Hugo Schanovsky, wyrażało obawy w kwestii zgodności estetyki historycznych wagonów z nowoczesnym taborem.

## Przebieg

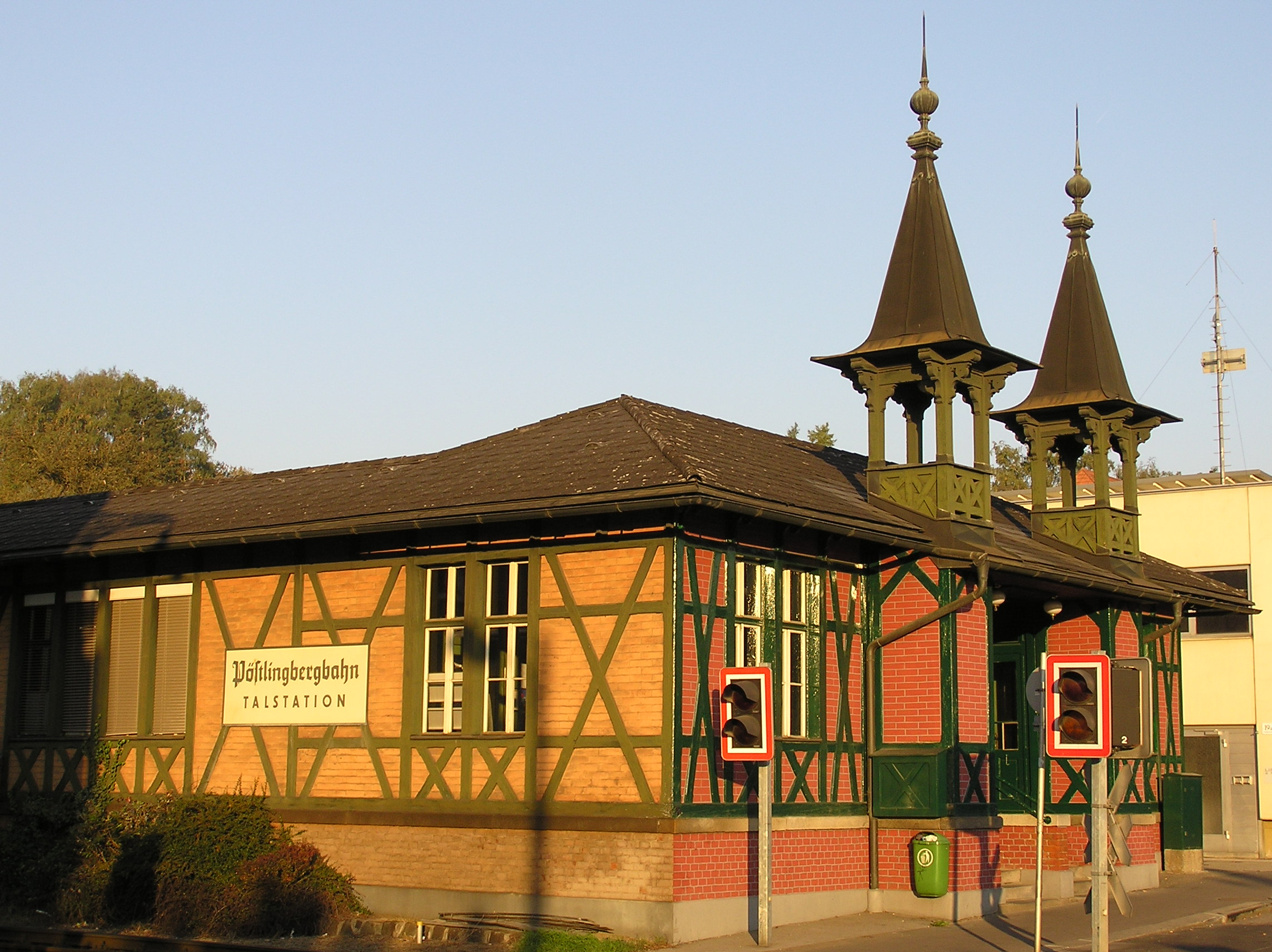
Stacja początkowa (obecnie muzeum)

### Stacja początkowa
W roku 1898 stację początkową (Talstation) umieszczono bezpośrednio przy pętli tramwajowej, co wymusiło budowę skrzyżowania z normalnotorową linią kolejową Mühlkreisbahn. Ze względu na problemy techniczne związane z tym skrzyżowaniem, w roku 1899 przeniesiono stację na północną stronę torów i tam też do dziś stoi zabytkowy budynek stacji (architektoniczne wyróżniony murem pruskim i wieżyczkami). W ramach modernizacji w roku 2008 początkowa stacja utraciła swoją funkcję i została przekształcona w muzeum linii. Po przebudowie na rozstaw 900 mm, linia znów krzyżuje się z koleją Mühlkreisbahn i podąża dalej południową stroną torowiska wzdłuż ulicy Kaarstraße gdzie łączy się z torowiskiem linii tramwajowej nr 3 skąd tramwaje podążają dalej aż do placu Hauptplatz, gdzie znajduje się stacja końcowa linii (oznaczanej w sieci tramwajowe jako linia nr 50).

### Nachylenie
Kolejka Pöstlingbergbahn jest jedną z najbardziej stromych kolei adhezyjnych na świecie. Średnie nachylenie (oryginalnego przebiegu przed modernizacją) wynosi niemal 105‰. Według najnowszych pomiarów maksymalne nachylenie wynosi 116‰ i znajduje się na przystanku Hohen Damm. Większe nachylenie można spotkać jedynie na linii 28E tramwajów Lizbońskich, gdzie na krótkim odcinku nachylenie torów osiąga 135‰. W latach 1899–1971 funkcjonował również 750-metrowy odcinek torów tramwajowych w hiszpańskim mieście Laon nachyleniu 129‰, jednak użytkowany był jedynie do hamowania składów.

## Technika i eksploatacja

Przekrój zastosowanej szyny o profilu kielichowym

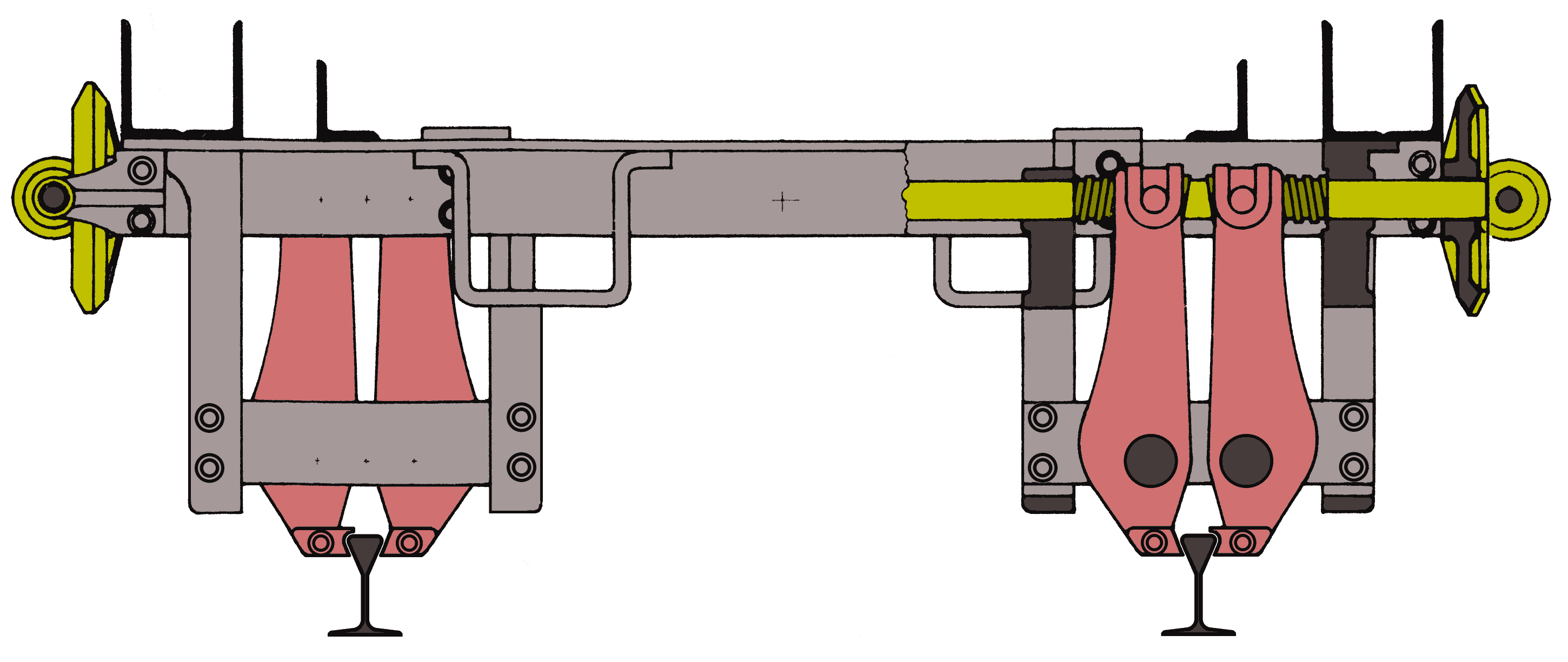
Schemat zastosowanego hamulca szczękowego

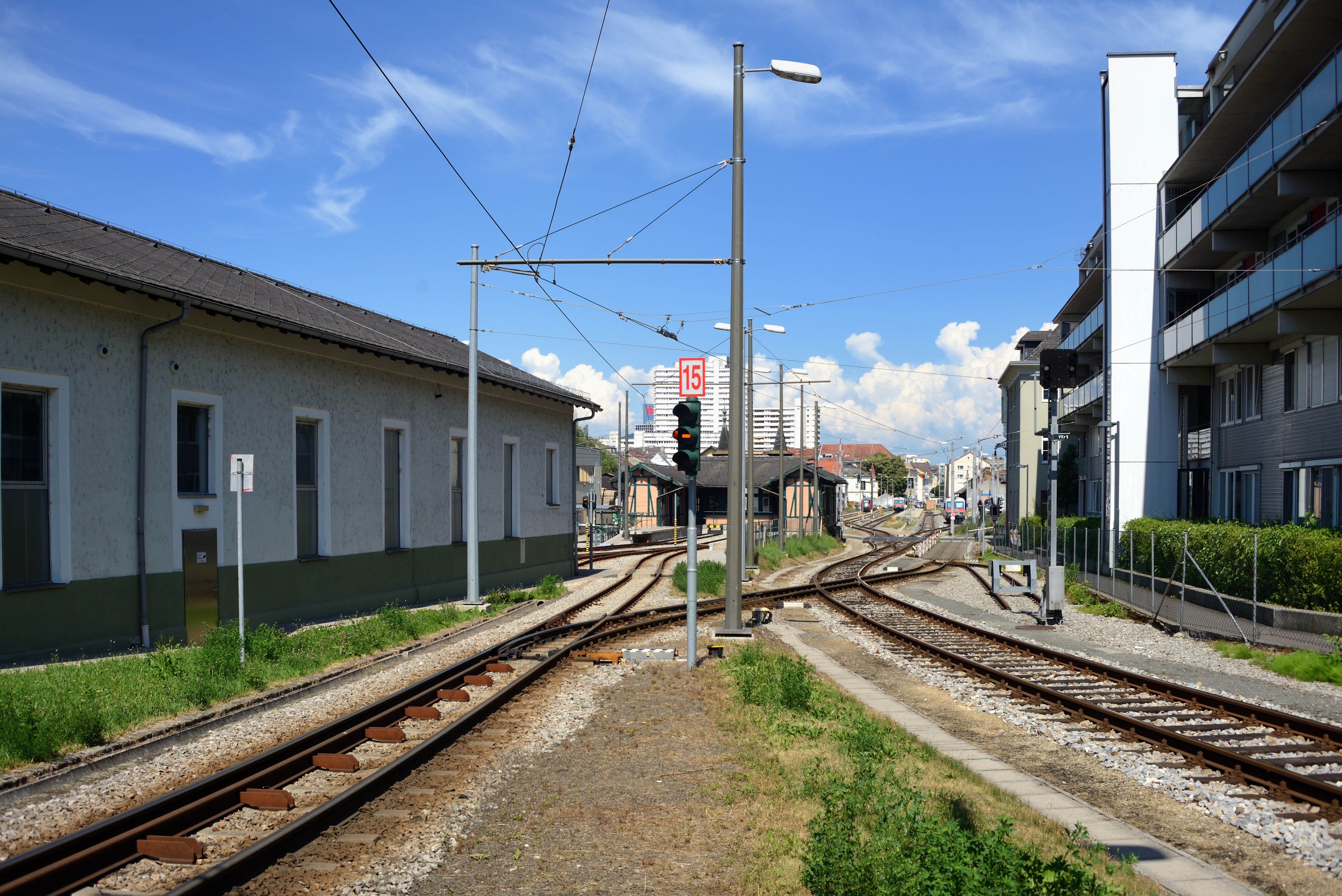
Skrzyżowanie z linią Mühlkreisbahn

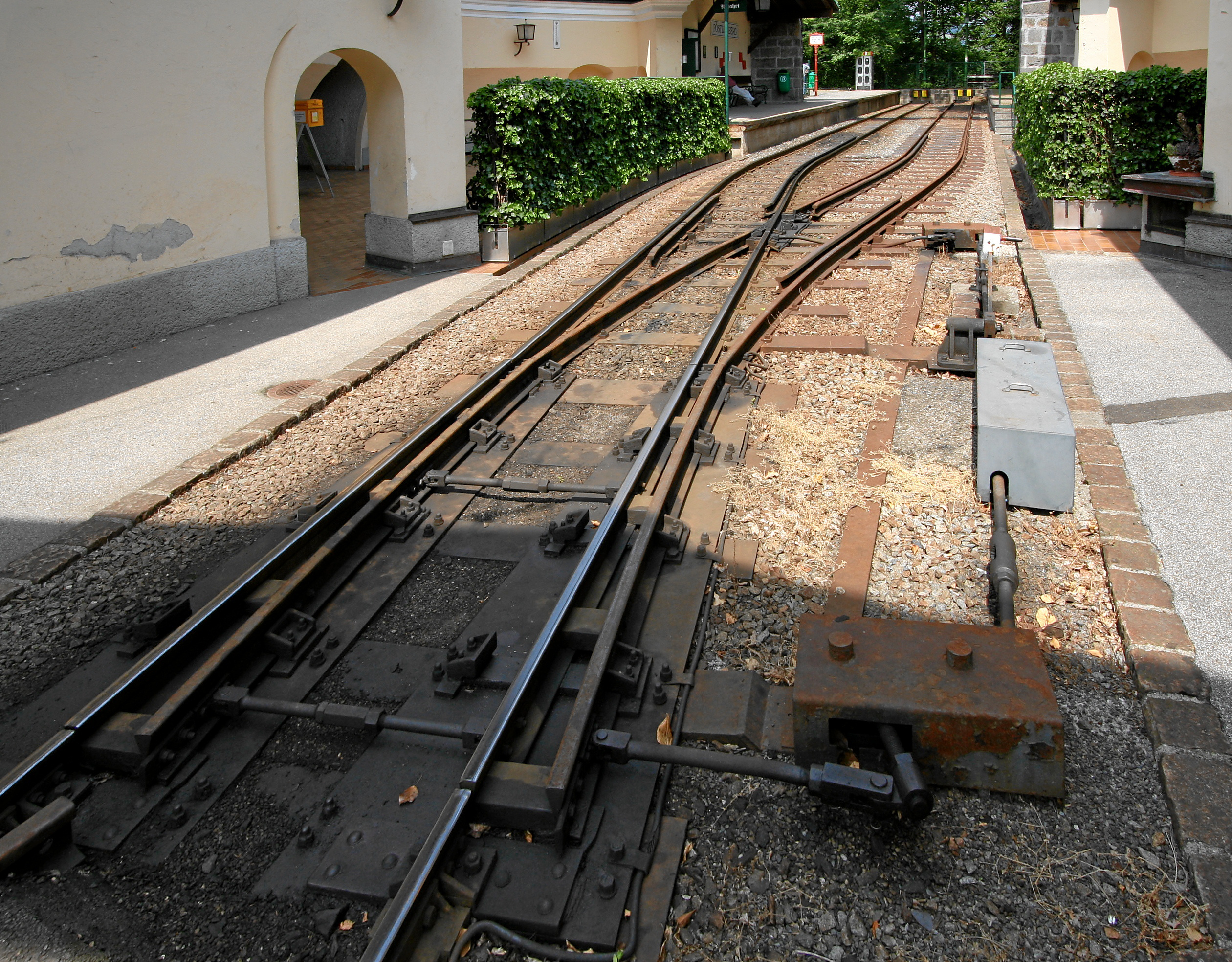
Nietypowy rozjazd z przesuwnymi szynami. Górna stacja końcowa kolejki, rok 2005

Poniższy rozdział opisuje rozwiązania techniczne stosowane przed modernizacją w 2008 roku. Głównym problemem kolei o stromym przebiegu nie jest pokonanie wzniesienia przy wjeździe na górę, lecz wyhamowanie pociągu w trakcie zjazdu w dół (również w sytuacjach awaryjnych). W tym celu niezbędne jest wytworzenie tarcia niezależnie od styku kół z szynami. Dla kolei Pöstlingbergbahn zdecydowano się na rozwiązanie stosowane głównie w kolejkach górskich, hamulec szczękowy. Rozstaw 1000 mm wybrano z uwagi na możliwość zabudowy mocniejszych silników elektrycznych w wagonach motorowych. Z kolei zastosowanie hamulców szczękowych wymusiło wybór szyn o nietypowym, kielichowym profilu. W czasach budowy linii, istotnym problemem było znalezienie dostawcy nietypowych szyn. W 1909 roku, w ciaśniejszych zakrętach zainstalowano kierownice w celu zmniejszenia zużycia szyn i flansz kół pociągów. Pierwotnie eksperymentowano z użyciem kół o dwóch kołnierzach (po obydwu stronach bieżni), co zmniejszało problem nadmiernego zużycia, jednak nie było to całkowicie satysfakcjonujące rozwiązanie. Z powodu wykorzystania hamulców szczękowych, niezbędnym było pozostawienie wolnej przestrzeni w świetle rozstawu szyn, przez co niemożliwe było użycie standardowych iglic zwrotnic w rozjazdach. W związku z tym zaprojektowano specjalne rozjazdy których mechanizm pozwalał na przesuwanie szyn zamiast stosowania zwrotnic. Taki typ rozjazdu w języku niemieckim zwany jest Schleppweiche. Z tego samego powodu, skrzyżowanie z torowiskiem linii Mühlkreisbahn wymagało szczególnego rozwiązania w którym tory jednej linii unoszono znad drugiej i obracano celem umożliwienia przejazdu. Proces ten okazał się na tyle uciążliwy, że już w pierwszym roku eksploatacji zdecydowano się na przeniesienie dworca na północną stronę torowiska i zlikwidowania skrzyżowania.

## Tabor

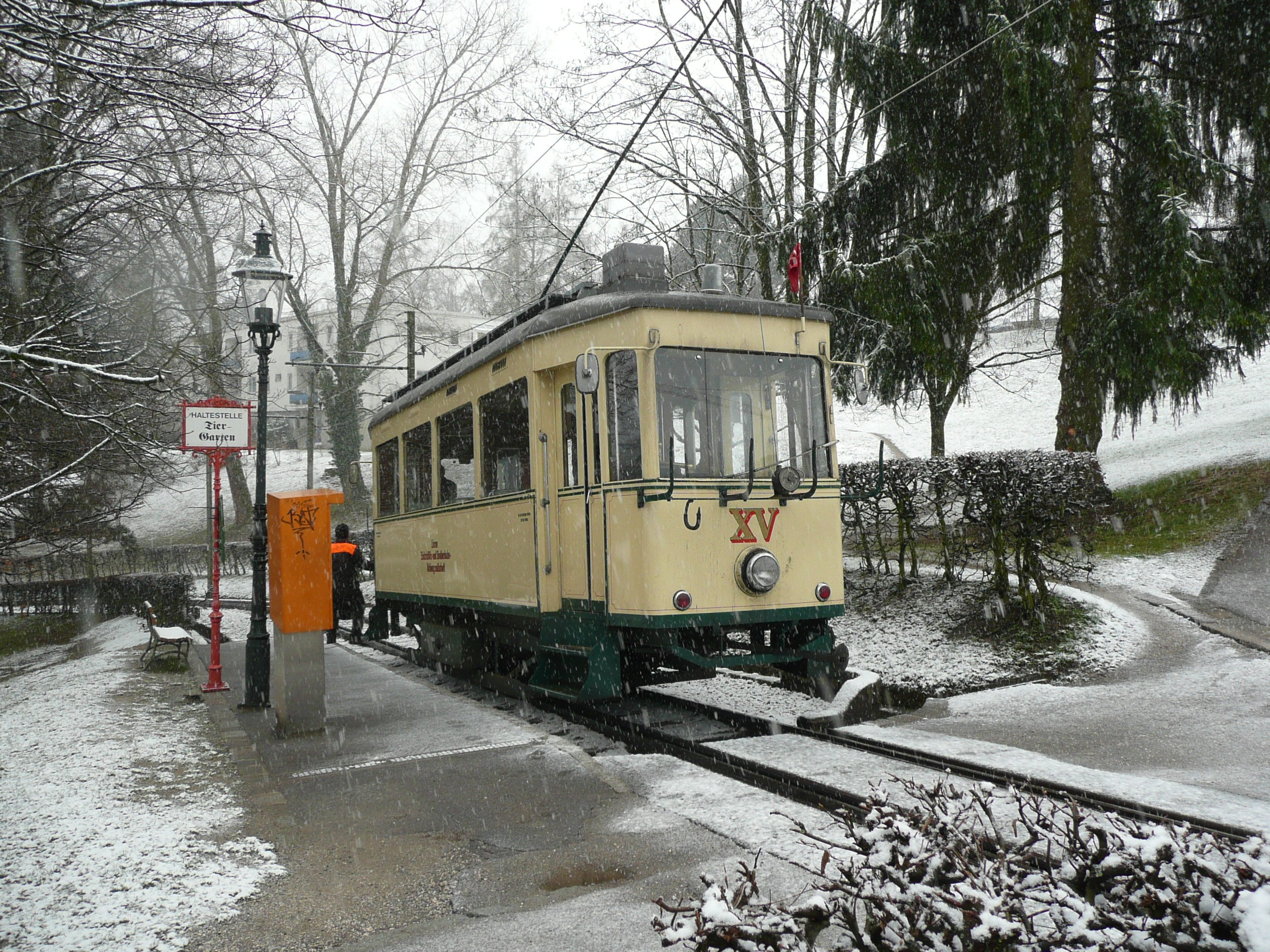
wagon nr XV na krótko przed modernizacją w 2009, wciąż z odbierakiem prądu typu trolejbusowego

Oryginalnie na linii kursowały dwuosiowe wagony motorowe, o krótkim rozstawie osi, napędzane dwoma silnikami o mocy 24 kW. Wagony wyposażono w odbieraki prądu typu pałąkowego. Począwszy od okresu pierwszej wojny światowej odbieraki rolkowe wymieniono na ślizgacze, co było nietypowym rozwiązaniem w kolejnictwie, najczęściej spotykanym w trolejbusach. Oprócz hamulców bębnowych stosowano również hamulce elektrodynamiczne, oraz w roli hamulca awaryjnego wspomniane hamulce szczękowe.
W roku 2008 na wyposażeniu linii znajdowały się trzy wagony motorowe „letnie” o kabinie otwartej (Sommerwagen, o numerach od I do III) oraz dziesięć wagon o kabinie zamkniętej (numery VI, VIII, X, XI, XII i od XIV do XVIII), w stanie umożliwiającym eksploatację. Wagon „letni” nr IV od roku 1995 pozostaje w długoterminowym wypożyczeniu liniom tramwajowym miasta Gmunden, gdzie został przemianowany na „GM 100”. Wagon nr XIII został w roku 1979 przekazany do Muzeum Kolejowego w St.Florian, gdzie został przystosowany z torami o rozstawie 900mm. Ogółem w całym okresie eksploatacji zezłomowano całkowicie trzy wagony motorowe. Z powodu stromego nachylenia linii nie stosowano nigdy wagonów doczepnych w codziennej eksploatacji. Jedynymi wagonami były niewielkie wagony utrzymania technicznego, zwłaszcza wagonów służących do serwisowania sieci trakcyjnej.
Następująca tabela przedstawia wykaz aktualnego i historycznego taboru eksploatowanego na linii:
| Numer                      | Rok budowy                 | Dostawca                   | Uwagi |
| Wagony motorowe i tramwaje | Wagony motorowe i tramwaje | Wagony motorowe i tramwaje | Wagony motorowe i tramwaje |
| -------------------------- | -------------------------- | -------------------------- | --- |
| 501-503                    | 2009                       | Bombardier Wien            | czteroosiowy tramwaj niskopodłogowy Bombardier Mountainrunner                                                                                       |
| 504                        | 2011                       | Bombardier Wien            | czteroosiowy tramwaj niskopodłogowy Bombardier Mountainrunner                                                                                       |
| I                          | 1898                       | Grazer Waggonfabrik        | wagon „letni” z otwartą kabiną, obecnie służy jako eksponat muzealny w muzeum linii                                                                 |
| II                         | 1898                       | Grazer Waggonfabrik        | wagon „letni”, w roku 1901 dobudowano drzwi boczne, od 1905 jako nr VI, od 1937 ponownie usunięto drzwi i przemianowano na nr V, zezłomowany w 1960 |
| III                        | 1898                       | Grazer Waggonfabrik        | wagon „letni”, obecnie w Museum Ferlach |
| IV                         | 1898                       | Grazer Waggonfabrik        | wagon „letni”, przekazany do muzeum tramwajowego w Gmunden                                                                                          |
| V                          | 1898                       | Grazer Waggonfabrik        | w roku 1920 przebudowany do tramwajowy wagon doczepny                                                                                               |
| V                          | 1921                       | Selischkar                 | od roku 1937 jako nr VI |
| V                          | 1962                       | Lohner                     | wycofany z eksploatacji w 1989 |
| VI                         | 1898                       | Grazer Waggonfabrik        | od 1905 jako nr II |
| VI                         | 1958                       | ESG                        | przekazany do Stern & Hafferl |
| VII                        | 1899                       | Grazer Waggonfabrik        | zezłomowany w 1950 |
| VII                        | 1951                       | ESG                        | zezłomowany w 1979 |
| VIII                       | 1899                       | Grazer Waggonfabrik        | od 1950 jako nr VII bezeichnet, zezłomowany w 1951                                                                                                  |
| VIII                       | 1950                       | Grazer Waggonfabrik        | zmodernizowany w 2009 |
| IX                         | 1904                       | Drobil                     | przebudowany w 1941, wycofany z eksploatacji w 1952                                                                                                 |
| IX                         | 1952                       | ESG                        | wycofany z eksploatacji w 1979 |
| X                          | 1912                       | Grazer Waggonfabrik        | wycofany z eksploatacji w 1958 |
| X                          | 1959                       | ESG                        | zmodernizowany w 2009 |
| XI                         | 1948                       | ESG                        | zmodernizowany w 2009 |
| XII                        | 1950                       | ESG                        | |
| XIII                       | 1953                       | ESG                        | w roku 1979 przekazany do Museumsbahn St. Florian                                                                                                   |
| XIV                        | 1954                       | ESG                        | |
| XV                         | 1954                       | ESG                        | |
| XVI                        | 1955                       | ESG                        | przekazany do Stern & Hafferl |
| XVII                       | 1957                       | ESG                        | |
| XVIII                      | 1958                       | ESG                        | |
| Pozostały tabor            |                            |                            | |
| I                          | 1898                       | –                          | wagon techniczny |
| II                         | 1898                       | –                          | wagon techniczny |
| –                          | 1971                       | ESG                        | wagon utrzymania trakcji |